# フランチェスコ・バラッカ
フランチェスコ・バラッカ伯爵（Francesco Baracca, 1888年5月9日 - 1918年6月19日）は、イタリア王国の軍人。第一次世界大戦におけるイタリア空軍のエース・パイロット。

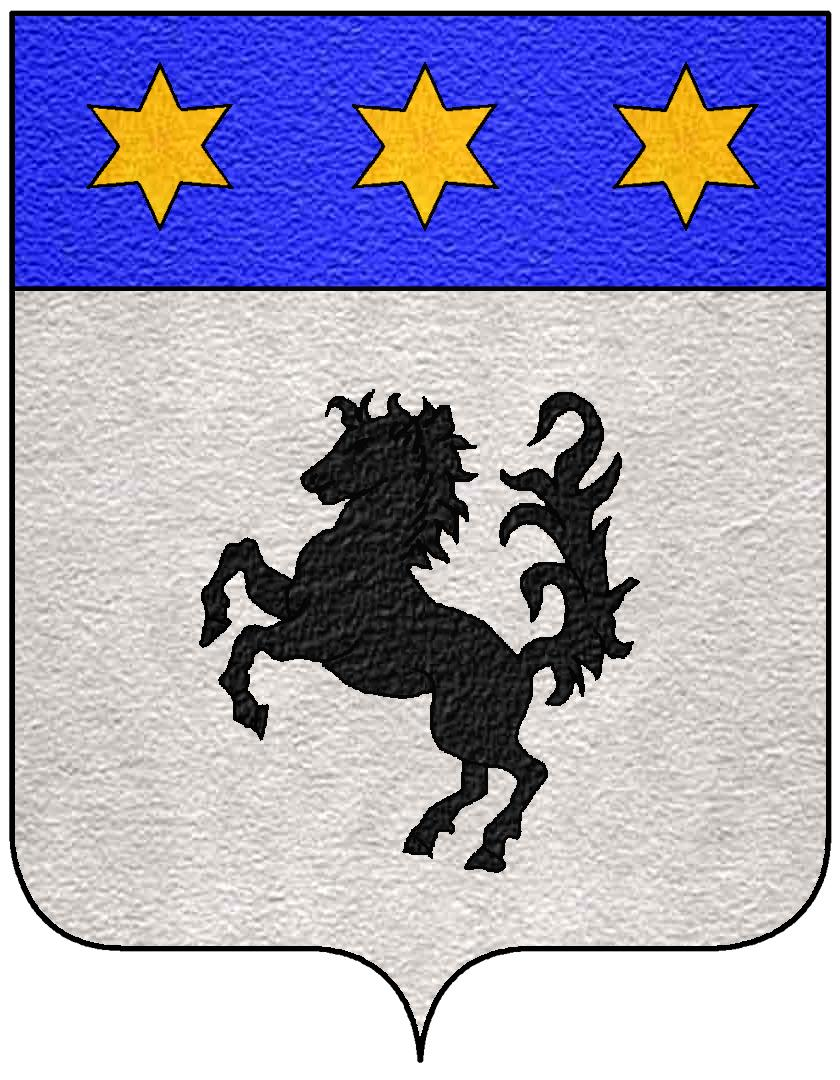
Baracca

## 経歴

### 騎兵から飛行機乗りへ
1888年、イタリア人貴族であるエンリコ・バラッカ伯爵の子息として生まれる。1907年に陸軍士官学校を卒業したバラッカは初め騎兵将校を務めたが、後に航空機に興味を抱いた事から隣国フランスのランスへ渡り、飛行機乗りになるための訓練を受けた。フランスから帰国した1912年に航空隊へ転籍し、同年に伊土戦争で初陣を飾っている。

### 第一次世界大戦
バラッカが航空隊の教官を務めていた1914年、第一次世界大戦が勃発する。バルカン半島の利権を発端として起こったこの戦争に、当初イタリア王国は局外中立を表明し、事態の静観を決め込んでいた。政府の命で駐在武官としてフランスに赴いたバラッカは1915年、赴任先のパリで母国イタリアが連合国側に立って参戦したとの報を聞かされる。
直ちに先任将校として前線に派遣されたバラッカは偵察部隊に配属され、敵地偵察などの任務に就いた。当初は複座のニューポール 10を使用するが、その後単座のニューポール 11に乗り換え、1916年4月、遭遇したオーストリア＝ハンガリー軍のハンザ・ブランデンブルク偵察機を不時着させ初戦果とした。冬までに4機を新たに撃墜したバラッカはエース・パイロットの仲間入りを果たし、その証として「跳ね馬」（カヴァリノ・ランパンテ）のパーソナルマークを機体に描いた。バラッカの撃墜数が増える度に著名となっていったこのエンブレムは、撃墜したドイツ空軍のパイロットが付けていたシュトゥットガルト市の市章をモチーフにしたとする説が有名だが、実際にはバラッカが騎兵将校時代に所属していたイタリア陸軍第2騎兵連隊の紋章である。
1917年5月、新たに戦闘機部隊第91中隊（第91スクァドリリア）が編成され、バラッカはその指揮官となった。部隊はバラッカのほか、フルコ・ルッフォ・ディ・カラブリア、ピエル・ルッジェロ・ピッチョらエースを擁し、「エース中隊」として知られた。バラッカはスパッドVII型機に乗り換えて撃墜を重ね、1918年の時点で彼のスコアは34機に達していた。これは第一次世界大戦におけるイタリア軍パイロットではトップである。

### 戦死
1918年6月19日、機銃掃射による対地攻撃を行っていたバラッカのスパッドXIII はオーストリア陸軍の対空砲火を浴びる。致命的な損害を受けたバラッカ機はモンテロ山付近に墜落し、炎上した。数日後、バラッカの遺体が炎上する機体と共に発見され、公式にその戦死が発表された。
バラッカの遺体の手には拳銃が握り締められており、額に頭を撃ち抜いた形跡があった。敵軍の捕虜となることを避けるために自決したと考えられている。

## フェラーリのエンブレム
イタリアの自動車メーカーであるフェラーリのエンブレム「カヴァリーノ・ランパンテ」に由来する人物として知られている。1923年、アルファロメオのドライバーとして初優勝したエンツォ・フェラーリは、亡き撃墜王の機体からマークをプレゼントされ、これがフェラーリのエンブレムとしたとされている。